# Duncan Michael

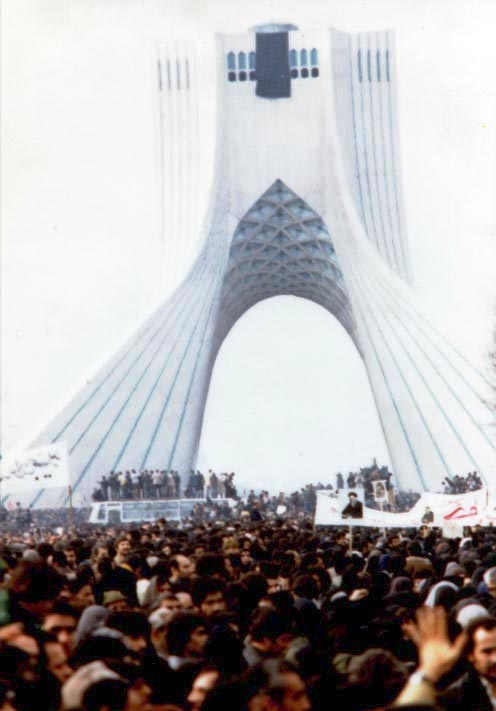
Freiheitsturm Teheran

Duncan Michael (* 26. Mai 1937 in Beauly, Inverness-shire) ist ein schottischer Bauingenieur.
Duncan Michael studierte ab 1955 Bauingenieurwesen an der University of Edinburgh und war gleichzeitig ab 1956 Trainee in der Baufirma Duncan Logan. 1959 wurde er an der University of Leeds promoviert mit einer Dissertation über Kohlebunker aus Stahl. 1961 wurde er Lecturer in Leeds, ging aber dann 1962 zu Arup in London. Gleich zu Beginn war er in die Arbeit von Arup am Sydney Opera House eingebunden. 1973 eröffnete er deren Zweigstelle in Hong Kong und 1977 wurde er Direktor von Arup in Schottland und gleichzeitig Direktor von Arup (Mitglied im Main Board). 1984 eröffnete er die Zweigstelle in Kalifornien und 1987 in New York. 1995 bis 2000 war er Vorstand von Arup (und Trustee von deren Stiftung 1995 bis 2004) und restrukturierte die Firma in fünf Bereiche, die weitgehend unabhängig operierten. Er wurde 2009 Direktor des Board of Useful Simple Trust (der Inhaberstiftung von Arup).
Er forschte unter anderem in den 1960er Jahren über hohe, miteinander verbundene Wandscheiben.
Zu seinen Projekten gehören:
- seitliche Schalen im Sydney Opera House (1962)
- Freiheitsturm (Azadi) in Teheran (1969), und andere Bauten in Teheran. Für das Azadi Monument nutzte er Computer für die Anordnung der komplizierten Geometrie der gewölbten Marmorsteine.
- Hopewell Centre, Hong Kong (1979)
- Shajiao C Kraftwerk, China 1982
- Neubau Lloyd of London 1984
- New Children`s Hospital, Stanford 1987
- British Library London 1990
- Yapi Kredi Bankasi, Istanbul 1994

In Hong Kong begründete er seine Reputation durch eine Reihe von Reparaturarbeiten im Gebiet des großen Erdrutsches von Po Shan (Juni 1972).
1984 wurde er Fellow der Royal Academy of Engineering und 2000 der Institution of Engineers and Shipbuilders in Scotland (IESIS). 2000 erhielt er die Goldmedaille der Institution of Structural Engineers. 2001 wurde er geadelt. 2005 wurde er Fellow der Royal Society of Edinburgh. 2016 wurde er in die Scottish Engineering Hall of Fame eingeführt.
2002 gründete er die Lydia Michael Stiftung in Schottland. 2008 wurde er Gründungsmitglied des Board of Social Housing in Großbritannien. 